# Orji Okwonkwo
Orji Okwonkwo (Benin City, 19 gennaio 1998) è un calciatore nigeriano, attaccante del Bologna.

## Caratteristiche tecniche
È un attaccante, molto veloce e rapido, che può giocare grazie alla sua duttilità, come ala su entrambe le fasce, seconda o prima punta, dotato inoltre di una grande forza fisica, è dotato di una buona potenza di tiro, avvalendosi del destro essendo il suo piede forte, riesce a insaccare la rete calciando principalmente dalla media distanza. È stato paragonato al suo connazionale Emmanuel Emenike.

## Carriera

### Club

#### Bologna
Preso inizialmente per giocare nella Primavera (con la quale partecipa, tra le altre cose, al Torneo di Viareggio 2017, realizzando quattro reti in altrettante partite), le sue ottime prestazioni spingono l'allenatore Roberto Donadoni a convocarlo in prima squadra. Fa il suo esordio con il Bologna nel novembre 2016 nella partita contro il Palermo. Il 17 gennaio fa il suo esordio in Coppa Italia nella gara contro l'Inter. Ha giocato la sua prima partita per intero da professionista nell'ultima giornata del campionato 2016-2017 contro la Juventus.
Segna la sua prima rete in campionato nella stagione successiva, il 24 settembre 2017, al minuto numero 89 della partita contro il Sassuolo, tre minuti dopo essere entrato in campo. Termina la stagione al Bologna con 3 goal in quanto è andato a segno anche nei successi contro l'Hellas Verona (2-3) e la Sampdoria (3-0).

#### Prestito a Brescia
A gennaio 2018 viene ceduto in prestito con diritto di riscatto al Brescia, in serie B, dove colleziona, in 13 presenze, 1 goal ed 1 assist. Al termine del campionato non viene riscattato dalla squadra lombarda, ritornando quindi a Bologna.

#### Prestito al Montréal Impact
Tornato al Bologna, colleziona pochissimo minutaggio in campo. Nel gennaio 2020 viene mandato in prestito, a titolo temporaneo, all'altra società di proprietà di Saputo, il Montréal Impact, militante nella MLS. Il 16 marzo segna la prima rete nella squadra canadese alla terza giornata di campionato, nel match vinto fuori casa contro l'Orlando City. La prima doppietta personale arriva, invece, il 26 giugno, nella partita casalinga vinto per 2-1 contro il Portland Timbers. Colleziona complessivamente 32 presenze e 8 reti. Il 24 gennaio 2020 viene ufficializzato il prestito per un altro anno al Montréal. Il 19 febbraio esordisce in CONCACAF Champions League giocando da titolare l'andata dell'ottavo di finale contro il Saprissa e realizzando la rete del momentaneo 1-0.

#### Ritorno e prestiti a Reggio Calabria e Cittadella
Rientrato al Bologna, il 1º febbraio 2021 viene girato alla Reggina con la formula del prestito fino al 30 giugno seguente.
A fine prestito fa ritorno ai felsinei, che il 23 luglio 2021 lo cedono nuovamente a titolo temporaneo in cadetteria, questa volta al Cittadella.

#### Secondo ritorno a Bologna, squalifica e prestito alla Reggiana
Il 25 febbraio 2022, viene ordinata la sua sospensione dal Tribunale Nazionale Antidoping del CONI, dopo che il giocatore era risultato positivo al Clostebol, uno steroide anabolizzante (secondo la difesa, utilizzato accidentalmente), durante un controllo. Il 20 giugno seguente, in seguito alla sentenza dello stesso TNA, Okwonkwo viene squalificato dalle attività sportive fino al 24 febbraio 2026. Successivamente, la pena viene ridotta di due anni.
Nonostante la sua assenza dal campo per squalifica, il 31 gennaio 2023 Okwonkwo rinnova il proprio contratto con il Bologna fino al 30 giugno 2026. Il 1º febbraio 2024 viene ceduto in prestito alla Reggiana sino al 30 giugno 2025.

#### Ritorno al Cittadella
Il 16 gennaio 2025 viene ufficializzato il suo ritorno, in prestito, al Cittadella. Ritorna al gol il 1ºmarzo, siglando il gol decisivo per il successo in casa della Juve Stabia.

### Nazionale
È stato chiamato dalla Nigeria under 17 per partecipare al Mondiale U17 di Cile 2015. Durante il torneo, il 5 Novembre, realizza il suo unico goal in nazionale nella semifinale vinta sul Messico con il risultato di 4-2. Tre giorni dopo, la Nigeria vince il titolo mondiale battendo in finale il Mali con il risultato di 2-0 dove Okwonkwo scende in campo nei minuti finali del secondo tempo.

## Statistiche

### Presenze e reti nei club
Statistiche aggiornate al 13 maggio 2025.
| Stagione               | Squadra                | Campionato             | Campionato | Campionato | Coppe nazionali | Coppe nazionali | Coppe nazionali | Coppe continentali | Coppe continentali | Coppe continentali | Altre coppe | Altre coppe | Altre coppe | Totale | Totale |
| Stagione               | Squadra                | Comp                   | Pres       | Reti       | Comp            | Pres            | Reti            | Comp               | Pres               | Reti               | Comp        | Pres        | Reti        | Pres   | Reti   |
| ---------------------- | ---------------------- | ---------------------- | ---------- | ---------- | --------------- | --------------- | --------------- | ------------------ | ------------------ | ------------------ | ----------- | ----------- | ----------- | ------ | ------ |
| 2016-2017              | Bologna                | A                      | 9          | 0          | CI              | 2               | 0               | -                  | -                  | -                  | -           | -           | -           | 11     | 0      |
| 2017-gen. 2018         | Bologna                | A                      | 10         | 3          | CI              | 0               | 0               | -                  | -                  | -                  | -           | -           | -           | 10     | 3      |
| gen.-giu. 2018         | Brescia                | B                      | 13         | 1          | CI              | -               | -               | -                  | -                  | -                  | -           | -           | -           | 13     | 1      |
| 2018-feb. 2019         | Bologna                | A                      | 8          | 0          | CI              | 1               | 0               | -                  | -                  | -                  | -           | -           | -           | 9      | 0      |
| Totale Bologna         | Totale Bologna         | Totale Bologna         | 27         | 3          |                 | 3               | 0               |                    | -                  | -                  |             | -           | -           | 30     | 3      |
| feb. - dic. 2019       | Montreal Impact        | MLS                    | 28         | 8          | CC              | 4               | 0               | -                  | -                  | -                  | -           | -           | -           | 32     | 8      |
| 2020                   | Montreal Impact        | MLS                    | 16         | 2          | CC              | -               | -               | CCL                | 3                  | 1                  | -           | -           | -           | 19     | 3      |
| Totale Montreal Impact | Totale Montreal Impact | Totale Montreal Impact | 44         | 10         |                 | 4               | 0               |                    | 3                  | 1                  |             | -           | -           | 51     | 11     |
| gen.-giu. 2021         | Reggina                | B                      | 12         | 0          | CI              | -               | -               | -                  | -                  | -                  | -           | -           | -           | 12     | 0      |
| 2021-2022              | Cittadella             | B                      | 20         | 7          | CI              | 1               | 1               | -                  | -                  | -                  | -           | -           | -           | 21     | 8      |
| 2022-2023              | Bologna                | A                      | -          | -          | CI              | -               | -               | -                  | -                  | -                  | -           | -           | -           | -      | -      |
| 2023-feb. 2024         | Bologna                | A                      | -          | -          | CI              | -               | -               | -                  | -                  | -                  | -           | -           | -           | 0      | 0      |
| Totale Bologna         | Totale Bologna         | Totale Bologna         | 27         | 3          |                 | 3               | 0               |                    | -                  | -                  |             | -           | -           | 30     | 3      |
| feb.-giu. 2024         | Reggiana               | B                      | 5          | 0          | CI              | -               | -               | -                  | -                  | -                  | -           | -           | -           | 5      | 0      |
| 2024-gen. 2025         | Reggiana               | B                      | 10         | 0          | CI              | 1               | 0               | -                  | -                  | -                  | -           | -           | -           | 11     | 0      |
| Totale Reggiana        | Totale Reggiana        | Totale Reggiana        | 15         | 0          |                 | 1               | 0               |                    | -                  | -                  |             | -           | -           | 16     | 0      |
| gen.-giu. 2025         | Cittadella             | B                      | 16         | 3          | CI              | -               | -               | -                  | -                  | -                  | -           | -           | -           | 16     | 3      |
| Totale Cittadella      | Totale Cittadella      | Totale Cittadella      | 36         | 10         |                 | 1               | 1               |                    | -                  | -                  |             | -           | -           | 37     | 11     |
| Totale carriera        | Totale carriera        | Totale carriera        | 147        | 24         |                 | 9               | 1               |                    | 3                  | 1                  |             | -           | -           | 159    | 26     |

## Palmarès

### Club
- Canadian Championship: 1

Montreal Impact: 2019

### Nazionale
- Campionato mondiale Under-17: 1

Cile 2015